# Guarenas
Guarenas è una città del Venezuela situata nello Stato di Miranda e in particolare nel comune di Ambrosio Plaza.